# Katedra św. Patryka w Ballarat
Katedra św. Patryka w Ballarat – kościół biskupi rzymskokatolickiej diecezji Ballarat w Ballarat wybudowany w 1863 roku w stylu neogotyckim. Katedra została zbudowana w latach 1858-1863 według projektu miejscowych architektów Shaw i Dowden, ale bazowała na projekcie angielskiego architekta Charlesa Hansoma.

## Historia[1]
Nabożeństwa katolickie odbywały się w Ballarat od 1851 r., jednak parafia Ballarat została ustanowiona w 1852 r. Pierwszym proboszczem był ksiądz Matthew Downing.
7 lutego 1858 roku biskup James Alipius Goold położył kamień węgielny pod budowę kościoła, który zaczął być regularnie używany do Mszy św. w 1863 roku. 
Był to jedyny kościół parafialny w Ballarat od 1863 do 1963 roku. Oficjalne otwarcie kościoła nastąpiło w 1871 roku, a kiedy diecezja Ballarat została utworzona w 1874 roku, pierwszy biskup dr Michael O'Connor wybrał go na swoją katedrę.
Kiedy katedra św. Patryka w Ballarat została ostatecznie konsekrowana w 1891 roku przez kardynała Morana z Sydney, była to pierwsza katolicka katedra konsekrowana w koloniach australijskich, co czyni ją dziś najstarszą w Australii.

## Wnętrze[1]
Obecny ołtarz główny i stacje drogi krzyżowej zostały zakupione w Rzymie. Ołtarz jest wykonany z marmuru.
Pierwsze organy zostały zainstalowane w 1867 roku.

### Witraże
Pierwszy witraż, który został wstawiony w 1883 roku znajduje się nad prezbiterium. Następnie wykonane zostało okno kaplicy Matki Bożej i okno kaplicy Najświętszego Sakramentu. Te trzy okna zostały wykonane w Niemczech. 
Pozostałe były stopniowo dodawane, aż do ukończenia w 1910 roku. Pierwszą z nich zaprezentowały siostry loretańskie reprezentujące św. Brygidę. Po przeciwnej stronie znajduje się witraż przedstawiający św. Patryka podarowane przez trzeciego biskupa, biskupa Higginsa. Boczne okna przedstawiają przypowieści. 

## Galeria

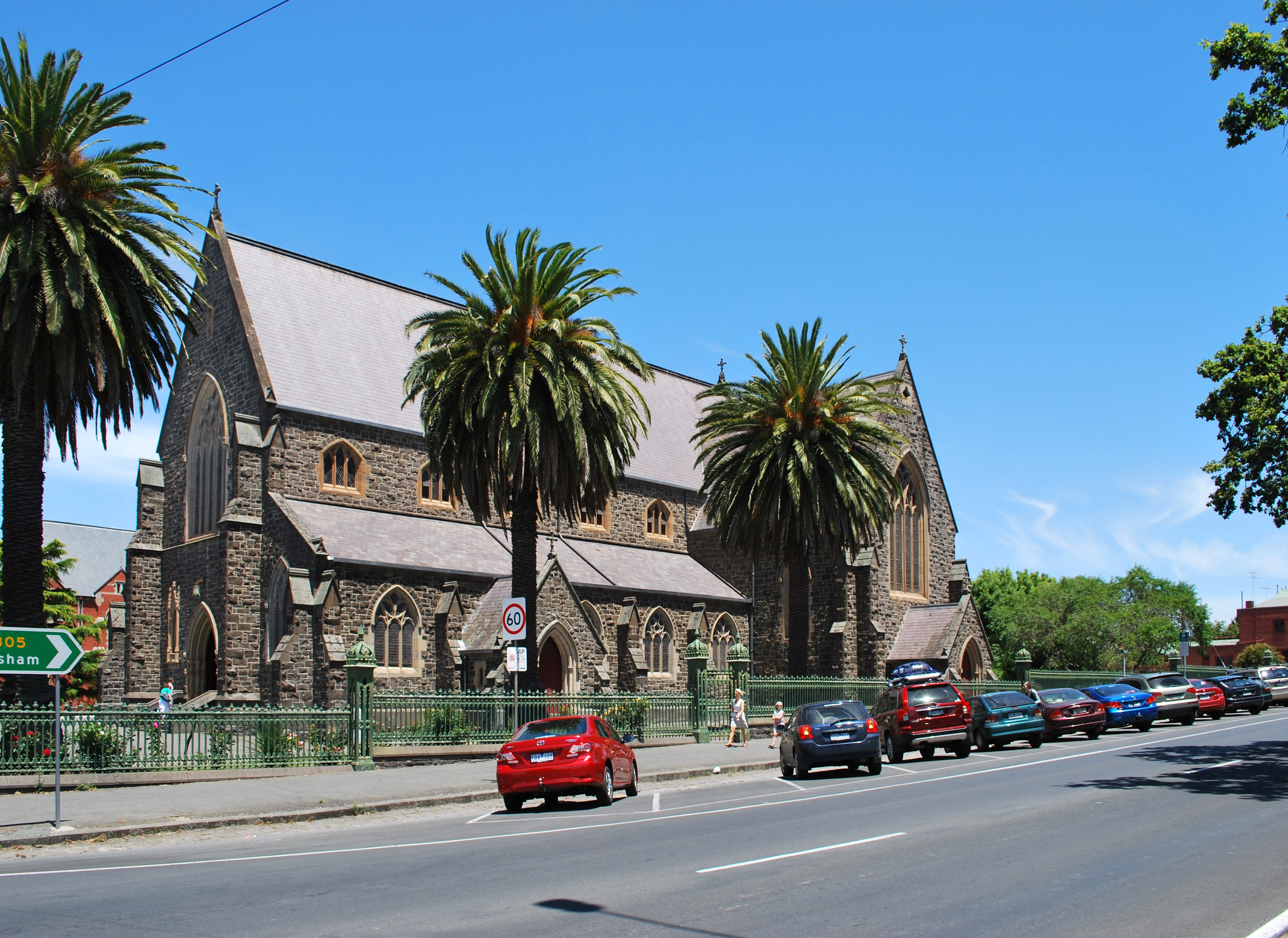
Widok od ulicy
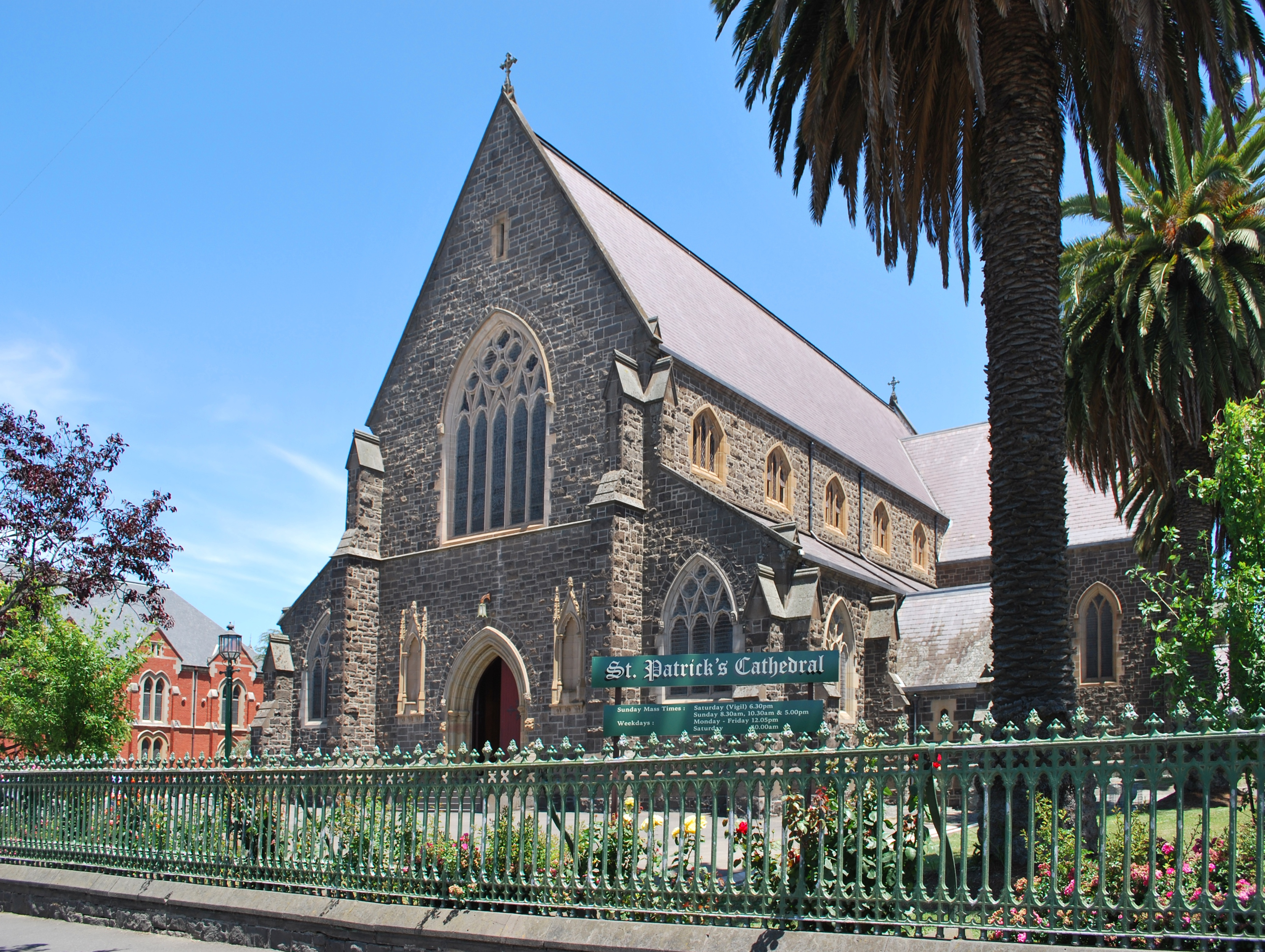
Wejście
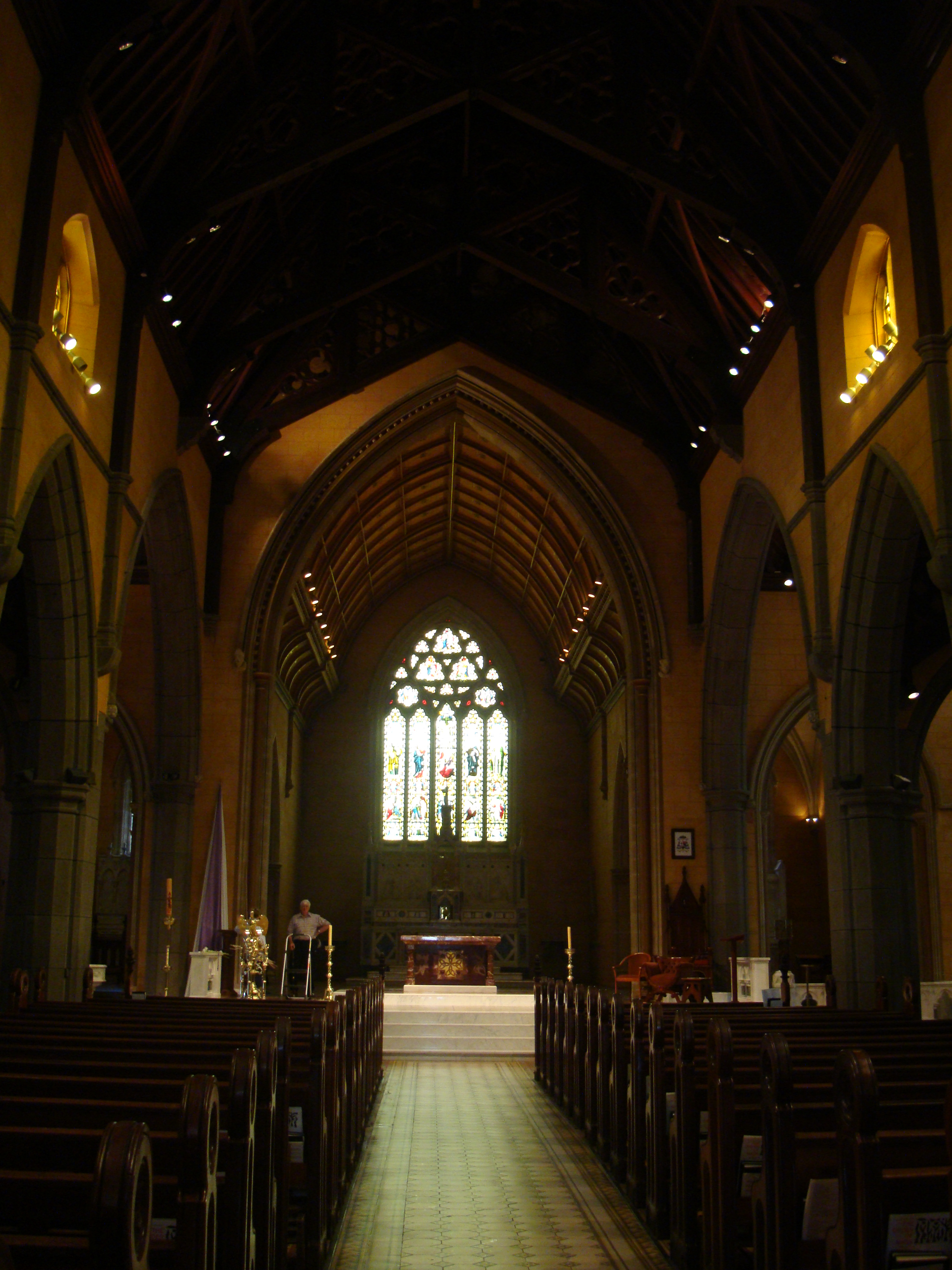
wnętrze